# Sezona Velikih nagrad 1931
Sezona Velikih nagrad 1931 je bila prva sezona Evropskega avtomobilističnega prvenstva.

## Dirkači in moštva

### Tovarniška moštva
| Moštvo                     | Konstruktor  | Šasija               | Motor                                        | Dirkači                 |
| -------------------------- | ------------ | -------------------- | -------------------------------------------- | ----------------------- |
| Societá Anonima Alfa Romeo | Alfa Romeo   | 6C-1750 Monza Tipo A | 1,7 L vrstni-8 2,3 L vrstni-8 3,5 L vrstni-8 | Tazio Nuvolari          |
| Societá Anonima Alfa Romeo | Alfa Romeo   | 6C-1750 Monza Tipo A | 1,7 L vrstni-8 2,3 L vrstni-8 3,5 L vrstni-8 | Baconin Borzacchini     |
| Societá Anonima Alfa Romeo | Alfa Romeo   | 6C-1750 Monza Tipo A | 1,7 L vrstni-8 2,3 L vrstni-8 3,5 L vrstni-8 | Giuseppe Campari        |
| Societá Anonima Alfa Romeo | Alfa Romeo   | 6C-1750 Monza Tipo A | 1,7 L vrstni-8 2,3 L vrstni-8 3,5 L vrstni-8 | Luigi Arcangeli         |
| Societá Anonima Alfa Romeo | Alfa Romeo   | 6C-1750 Monza Tipo A | 1,7 L vrstni-8 2,3 L vrstni-8 3,5 L vrstni-8 | Guido D'Ippolito        |
| Societá Anonima Alfa Romeo | Alfa Romeo   | 6C-1750 Monza Tipo A | 1,7 L vrstni-8 2,3 L vrstni-8 3,5 L vrstni-8 | Ferdinando Minoia       |
| Societá Anonima Alfa Romeo | Alfa Romeo   | 6C-1750 Monza Tipo A | 1,7 L vrstni-8 2,3 L vrstni-8 3,5 L vrstni-8 | Giovanni Minozzi        |
| Societá Anonima Alfa Romeo | Alfa Romeo   | 6C-1750 Monza Tipo A | 1,7 L vrstni-8 2,3 L vrstni-8 3,5 L vrstni-8 | Goffredo Zehender       |
| Officine Alfieri Maserati  | Maserati     | 26M 8C-2800 V4       | 2,8 L vrstni-8                               | Luigi Fagioli           |
| Officine Alfieri Maserati  | Maserati     | 26M 8C-2800 V4       | 2,8 L vrstni-8                               | Clemente Biondetti      |
| Officine Alfieri Maserati  | Maserati     | 26M 8C-2800 V4       | 2,8 L vrstni-8                               | René Dreyfus            |
| Officine Alfieri Maserati  | Maserati     | 26M 8C-2800 V4       | 2,8 L vrstni-8                               | Ernesto Maserati        |
| Officine Alfieri Maserati  | Maserati     | 26M 8C-2800 V4       | 2,8 L vrstni-8                               | Aymo Maggi              |
| Automobiles Ettore Bugatti | Bugatti      | T51 T54              | 2,3 L vrstni-8 4,9 L vrstni-8                | Louis Chiron            |
| Automobiles Ettore Bugatti | Bugatti      | T51 T54              | 2,3 L vrstni-8 4,9 L vrstni-8                | Achille Varzi           |
| Automobiles Ettore Bugatti | Bugatti      | T51 T54              | 2,3 L vrstni-8 4,9 L vrstni-8                | Albert Divo             |
| Automobiles Ettore Bugatti | Bugatti      | T51 T54              | 2,3 L vrstni-8 4,9 L vrstni-8                | Guy Bouriat             |
| Automobiles Ettore Bugatti | Bugatti      | T51 T54              | 2,3 L vrstni-8 4,9 L vrstni-8                | Caberto Conelli         |
| Daimler-Benz A.G.          | Daimler-Benz | SSK SSKL             | 7,1 L vrstni-8                               | Rudolf Caracciola       |
| Daimler-Benz A.G.          | Daimler-Benz | SSK SSKL             | 7,1 L vrstni-8                               | Hans Stuck              |
| Daimler-Benz A.G.          | Daimler-Benz | SSK SSKL             | 7,1 L vrstni-8                               | Manfred von Brauchitsch |

### Neodvisna moštva
| Moštvo              | Konstruktor | Šasija               | Motor                                        | Dirkači                     |
| ------------------- | ----------- | -------------------- | -------------------------------------------- | --------------------------- |
| Scuderia Ferrari    | Alfa Romeo  | 6C-1750 Monza Tipo A | 1,7 L vrstni-8 2,3 L vrstni-8 3,5 L vrstni-8 | Tazio Nuvolari              |
| Scuderia Ferrari    | Alfa Romeo  | 6C-1750 Monza Tipo A | 1,7 L vrstni-8 2,3 L vrstni-8 3,5 L vrstni-8 | Baconin Borzacchini         |
| Scuderia Ferrari    | Alfa Romeo  | 6C-1750 Monza Tipo A | 1,7 L vrstni-8 2,3 L vrstni-8 3,5 L vrstni-8 | Giuseppe Campari            |
| Scuderia Ferrari    | Alfa Romeo  | 6C-1750 Monza Tipo A | 1,7 L vrstni-8 2,3 L vrstni-8 3,5 L vrstni-8 | Luigi Arcangeli             |
| Scuderia Ferrari    | Alfa Romeo  | 6C-1750 Monza Tipo A | 1,7 L vrstni-8 2,3 L vrstni-8 3,5 L vrstni-8 | Francesco Severi            |
| Scuderia Ferrari    | Alfa Romeo  | 6C-1750 Monza Tipo A | 1,7 L vrstni-8 2,3 L vrstni-8 3,5 L vrstni-8 | Mario Tadini                |
| Scuderia Ferrari    | Alfa Romeo  | 6C-1750 Monza Tipo A | 1,7 L vrstni-8 2,3 L vrstni-8 3,5 L vrstni-8 | Alfredo Caniato             |
| Scuderia Ferrari    | Alfa Romeo  | 6C-1750 Monza Tipo A | 1,7 L vrstni-8 2,3 L vrstni-8 3,5 L vrstni-8 | Goffredo Zehender           |
| German Bugatti Team | Bugatti     | T35B T51             | 2,3 L vrstni-8 4,9 L vrstni-8                | Heinrich-Joachim von Morgen |
| German Bugatti Team | Bugatti     | T35B T51             | 2,3 L vrstni-8 4,9 L vrstni-8                | Hermann zu Leiningen        |
| German Bugatti Team | Bugatti     | T35B T51             | 2,3 L vrstni-8 4,9 L vrstni-8                | Ernst Burggaller            |

## Velike nagrade

### Prvenstvene dirke
| Št | Velika nagrada          | Dirkališče        | Datum     | Zmag. dirkač            | Zmag. moštvo | Poročilo |
| -- | ----------------------- | ----------------- | --------- | ----------------------- | ------------ | -------- |
| 1  | Velika nagrada Italije  | Monza             | 4. maj    | Giuseppe Campari        | Alfa Romeo   | Poročilo |
| 1  | Velika nagrada Italije  | Monza             | 4. maj    | Tazio Nuvolari          | Alfa Romeo   | Poročilo |
| 2  | Velika nagrada Francije | Montlhéry         | 21. junij | Louis Chiron            | Bugatti      | Poročilo |
| 2  | Velika nagrada Francije | Montlhéry         | 21. junij | Achille Varzi           | Bugatti      | Poročilo |
| 3  | Velika nagrada Belgije  | Spa-Francorchamps | 12. julij | William Grover-Williams | Bugatti      | Poročilo |
| 3  | Velika nagrada Belgije  | Spa-Francorchamps | 12. julij | Caberto Conelli         | Bugatti      | Poročilo |

### Pomembnejše neprvenstvene dirke
Dirka Grandes Épreuves je odebeljena.
| Velika nagrada               | Dirkališče     | Datum         | Zmag. dirkač            | Zmag. moštvo  | Poročilo |
| ---------------------------- | -------------- | ------------- | ----------------------- | ------------- | -------- |
| Velika nagrada Tunisa        | Kartagina      | 29. marec     | Achille Varzi           | Bugatti       | Poročilo |
| Velika nagrada Esterel Plaga | Saint-Raphaël  | 6. april      | Philippe Étancelin      | Bugatti       | Poročilo |
| Velika nagrada Monaka        | Monaco         | 19. april     | Louis Chiron            | Bugatti       | Poročilo |
| Velika nagrada Alessandrie   | Pietro Bordino | 26. april     | Achille Varzi           | Bugatti       | Poročilo |
| Targa Florio                 | Madonie        | 10. maj       | Tazio Nuvolari          | Alfa Romeo    | Poročilo |
| Velika nagrada Pikardije     | Péronne        | 10. maj       | »Ivernel«               | Bugatti       | Poročilo |
| Velika nagrada Casablance    | Anfa           | 17. maj       | Stanislas Czaykowski    | Bugatti       | Poročilo |
| Velika nagrada Frontieresa   | Chimay         | 24. maj       | Arthur Legat            | Bugatti       | Poročilo |
| Velika nagrada Ženeve        | Meyrin         | 7. junij      | Marcel Lehoux           | Bugatti       | Poročilo |
| Velika nagrada Rima          | Littorio       | 7. junij      | Ernesto Maserati        | Maserati      | Poročilo |
| Velika nagrada Lvova         | Lvov           | 7. junij      | Hans Stuck              | Mercedes-Benz | Poročilo |
| Eifelrennen                  | Nürburgring    | 7. junij      | Rudolf Caracciola       | Mercedes-Benz | Poročilo |
| Grand Prix de la Marne       | Reims          | 5. julij      | Marcel Lehoux           | Bugatti       | Poročilo |
| Circuit du Vaucluse          | Avignon        | 5. julij      | Frédéric Toselli        | Bugatti       | Poročilo |
| Velika nagrada Nemčije       | Nürburgring    | 19. julij     | Rudolf Caracciola       | Mercedes-Benz | Poročilo |
| Velika nagrada Dieppa        | Dieppe         | 26. julij     | Philippe Étancelin      | Alfa Romeo    | Poročilo |
| Coppa Ciano                  | Montenero      | 2. avgust     | Tazio Nuvolari          | Alfa Romeo    | Poročilo |
| Avusrennen                   | AVUS           | 2. avgust     | Rudolf Caracciola       | Mercedes-Benz | Poročilo |
| Circuit du Dauphiné          | Grenoble       | 2. avgust     | Philippe Étancelin      | Alfa Romeo    | Poročilo |
| Grand Prix du Comminges      | Saint-Gaudens  | 16. avgust    | Philippe Étancelin      | Alfa Romeo    | Poročilo |
| Coppa Acerbo                 | Pescara        | 16. avgust    | Giuseppe Campari        | Alfa Romeo    | Poročilo |
| Velika nagrada Monze         | Monza          | 6. september  | Luigi Fagioli           | Maserati      | Poročilo |
| Velika nagrada La Baule      | La Baule       | 13. september | William Grover-Williams | Bugatti       | Poročilo |
| Velika nagrada Masaryka      | Brno           | 27. september | Louis Chiron            | Bugatti       | Poročilo |
| Velika nagrada Brignolesa    | Brignoles      | 27. september | René Dreyfus            | Bugatti       | Poročilo |
| Mountain Championship        | Brooklands     | 17. oktober   | Henry Birkin            | Maserati      | Poročilo |

## Dirkaško prvenstvo
Minoia je osvojil naslov, ker je ob izenačenem številu točk s Camparijem prevozil več kilometrov v sezoni.
| Poz | Dirkač                  | ITA | FRA | BEL | Toč |
| --- | ----------------------- | --- | --- | --- | --- |
| 1   | Ferdinando Minoia       | 2   | 6   | 3   | 9   |
| 2   | Giuseppe Campari        | 1   | 2   | Ret | 9   |
| 3   | Baconin Borzacchini     | Ret | 2   | 2   | 11  |
| 4   | Albert Divo             | 3   | 7   | Ret | 12  |
| =   | Guy Bouriat             | 3   | 7   | Ret | 12  |
| =   | Achille Varzi           | Ret | 1   | Ret | 12  |
| =   | Louis Chiron            | Ret | 1   | Ret | 12  |
| 8   | Tazio Nuvolari          | Ret | 11  | 2   | 13  |
| 9   | Jean-Pierre Wimille     | 4   | Ret | 7   | 14  |
| =   | Jean Gaupillat          | 4   | Ret | 7   | 14  |
| =   | William Grover-Williams |     | Ret | 1   | 14  |
| =   | Caberto Conelli         |     | Ret | 1   | 14  |
| 13  | Boris Ivanowski         | 5   | Ret | 5   | 15  |
| =   | Henri Stoffel           | 5   | Ret | 5   | 15  |
| =   | Giovanni Minozzi        |     | 11  | 3   | 15  |
| 16  | Henry Birkin            |     | 4   | 4   | 16  |
| =   | Jean Pesato             |     | 10  | 6   | 16  |
| =   | Pierre Félix            |     | 10  | 6   | 16  |
| =   | Brian Lewis             |     | 12  | 4   | 16  |
| 20  | Pietro Ghersi           | 8   | 8   |     | 17  |
| =   | Robert Sénéchal         | 9   | 5   |     | 17  |
| 22  | Goffredo Zehender       |     | 6   | Ret | 18  |
| 23  | Clemente Biondetti      |     | 3   |     | 19  |
| =   | Luigi Parenti           |     | 3   |     | 19  |
| 25  | Francesco Pirola        | 6   |     |     | 20  |
| =   | Giovanni Lurani         | 6   |     |     | 20  |
| =   | Amadeo Ruggeri          | 7   |     |     | 20  |
| =   | Renato Balestrero       | 7   |     |     | 20  |
| =   | George Eyston           |     | 4   |     | 20  |
| =   | René Dreyfus            |     | 8   |     | 20  |
| =   | René Ferrant            |     | 9   |     | 20  |
| =   | Louis Rigal             |     | 9   |     | 20  |
| =   | Earl Howe               |     | 12  |     | 20  |
| 34  | Umberto Klinger         | 8   |     |     | 21  |
| =   | Roberto di Vecchio      | Ret |     |     | 21  |
| =   | Gerolamo Ferrari        | Ret |     |     | 21  |
| =   | Marcel Lehoux           | Ret | Ret |     | 21  |
| =   | Philippe Étancelin      | Ret | Ret |     | 21  |
| =   | Emilio Eminente         |     | Ret |     | 21  |
| =   | Edmond Bourlier         |     | Ret |     | 21  |
| =   | Georges d'Arnoux        |     | Ret |     | 21  |
| =   | Max Fourny              |     | Ret |     | 21  |
| =   | Charles Montier         |     |     | 8   | 21  |
| =   | "Ducolombier"           |     |     | 8   | 21  |
| =   | François Montier        |     |     | Ret | 21  |
| 46  | Enzo Grimaldi           |     | Ret |     | 22  |
| =   | "Borgait"               |     | Ret |     | 22  |
| =   | Luigi Fagioli           |     | Ret |     | 22  |
| =   | Ernesto Maserati        |     | Ret |     | 22  |
| =   | Rudolf Caracciola       |     | Ret |     | 22  |
| =   | Otto Merz               |     | Ret |     | 22  |
| 52  | Alfredo Caniato         | Ret |     |     | 23  |
| =   | "Tortini"               | Ret |     |     | 23  |
| =   | William "Bummer" Scott  |     | Ret |     | 23  |
| =   | S. Armstrong-Payne      |     | Ret |     | 23  |
| =   | Jack Dunfee             |     | Ret |     | 23  |
| Poz | Dirkač                  | ITA | FRA | BEL | Toč |

| Barva     | Rezultat                    | Točke |
| --------- | --------------------------- | ----- |
| Zlata     | Zmagovalec                  | 1     |
| Srebrna   | Drugi                       | 2     |
| Bronasta  | Tretji                      | 3     |
| Zelena    | Prevozil več kot 75% dirke  | 4     |
| Modra     | Prevozil med 50% in 75%     | 5     |
| Vijolična | Prevozil med 25% in 50%     | 6     |
| Rdeča     | Prevozil manj kot 25% dirke | 7     |
| Črna      | Diskvalificiran             | 8     |
| Prazna    | Ni dirkal (DNP)             | 8     |